# Carlo Verzeletti
Carlo Verzeletti (Trenzano, 8 settembre 1950) è un vescovo cattolico italiano, dal 29 dicembre 2004 vescovo di Castanhal.

## Biografia
È nato a Trenzano, in provincia di Brescia, l'8 settembre 1950.
Il 12 giugno 1976 è stato ordinato presbitero e tra il 1976 e il 1982 è stato vicario parrocchiale della chiesa del quartiere bresciano di Chiesanuova.
Nel 1982 è stato inviato in Brasile, in qualità di sacerdote fidei donum. Quattordici anni dopo, il 15 maggio 1996, è stato eletto vescovo ausiliare di Belém do Pará e titolare di Tepelta; ha ricevuto la consacrazione episcopale il 28 luglio seguente a Belém dall'arcivescovo Vicente Joaquim Zico.
Il 29 dicembre 2004, in occasione dell'erezione della diocesi di Castanhal, ne è stato nominato primo vescovo.

## Genealogia episcopale
La genealogia episcopale è:
- Cardinale Scipione Rebiba
- Cardinale Giulio Antonio Santori
- Cardinale Girolamo Bernerio, O.P.
- Arcivescovo Galeazzo Sanvitale
- Cardinale Ludovico Ludovisi
- Cardinale Luigi Caetani
- Cardinale Ulderico Carpegna
- Cardinale Paluzzo Paluzzi Altieri degli Albertoni
- Papa Benedetto XIII
- Papa Benedetto XIV
- Papa Clemente XIII
- Cardinale Enrico Benedetto Stuart
- Papa Leone XII
- Cardinale Chiarissimo Falconieri Mellini
- Cardinale Camillo Di Pietro
- Cardinale Mieczysław Halka Ledóchowski
- Cardinale Jan Maurycy Paweł Puzyna de Kosielsko
- Arcivescovo Józef Bilczewski
- Arcivescovo Bolesław Twardowski
- Arcivescovo Eugeniusz Baziak
- Papa Giovanni Paolo II
- Arcivescovo Vicente Joaquim Zico, C.M.
- Vescovo Carlo Verzeletti